# 巴爾滕河

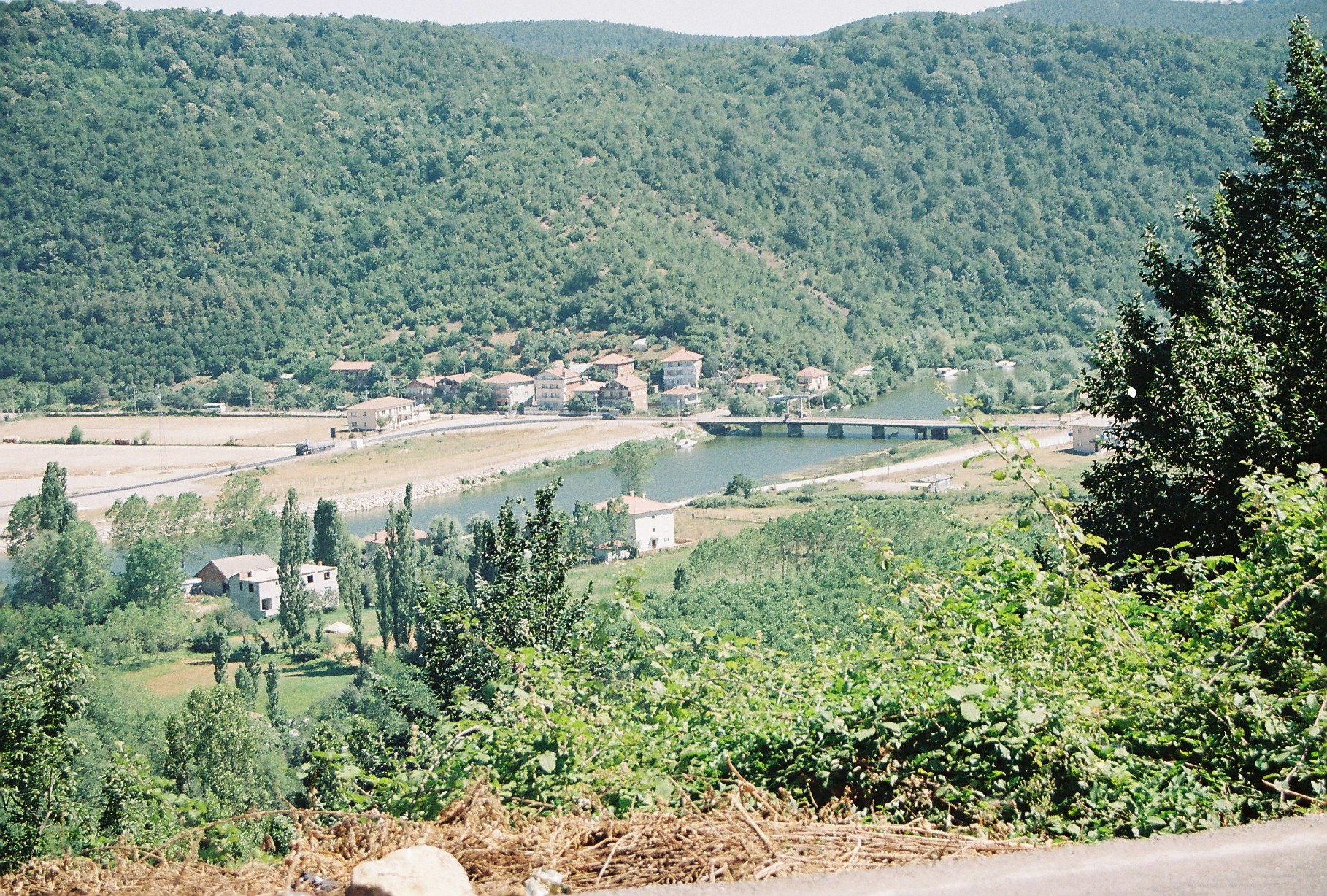
鄰近黑海的巴爾滕河一景

巴爾滕河（土耳其語：Bartın Çayı），古名帕耳忒尼俄斯河為位於土耳其北部的河流，巴爾滕河發源自卡斯塔莫努省與卡拉比克省一帶的厄爾加茲山脈，其向北流經巴爾滕後，於鄰近博茲村一帶的三角洲注入黑海。
該河從小城巴爾滕到黑海之間距離約14公里的河道可供船隻通航。
巴爾滕河的古稱帕耳忒尼俄斯河之名歷史悠久，如吟遊詩人荷马便在史詩作品伊利亚特中提及過這條河流。由於其古名發音近似Παρθέν-（古希臘語中意為「處女」或是「純潔」），故絕大部分的古希臘作家多認其河名來自處女守護神阿耳忒弥斯，源於女神喜愛於河中沐浴的緣故，另有說法認為是因阿耳忒彌斯熱愛在水岸邊狩獵，或可能因帕耳忒尼俄斯河其水域潔淨而得名。巴爾滕河的源頭位於奧蓋西斯山脈，其河水一路流往西北方，形成比提尼亞與帕夫拉戈尼亚的天然疆界，巴爾滕河最後於阿瑪斯拉以西90斯塔迪亞處流入黑海 。